# Chanousse
Chanousse est une commune française située dans le département des Hautes-Alpes, en région Provence-Alpes-Côte d'Azur.
Ses habitants sont appelés les Chanoussiens.

## Géographie

### Localisation
Le village de Chanousse est situé au sud-ouest du département des Hautes-Alpes, à 9,4 km au sud-sud-ouest de Serres et à 40,2 km au sud-ouest de Gap, à vol d'oiseau.
Les hameaux de la commune sont : les Chabanas, les Courtilles, le Couvent, les Granges, la Combe, la Baume et le Moulin.
Ses communes limitrophes sont :
|         | Montclus            | Méreuil    |
| Montjay | Chanousse           | Trescléoux |
|         | Étoile-Saint-Cyrice | Orpierre   |

### Hydrographie
La commune est traversée par la Blaisance, affluent du Buëch long de 19,1 km.

### Transports
La commune est traversée par la route départementale 949 reliant Rosans à Laragne-Montéglin, dite « route de Trescléoux ». Une route départementale 194 dessert le centre du village.

### Climat
Pour des articles plus généraux, voir Climat de Provence-Alpes-Côte d'Azur et Climat des Hautes-Alpes.
En 2010, le climat de la commune est de type climat méditerranéen altéré, selon une étude du Centre national de la recherche scientifique s'appuyant sur une série de données couvrant la période 1971-2000. En 2020, Météo-France publie une typologie des climats de la France métropolitaine dans laquelle la commune est exposée à un climat de montagne ou de marges de montagne et est dans la région climatique Alpes du sud, caractérisée par une pluviométrie annuelle de 850 à 1 000 mm, minimale en été.
Pour la période 1971-2000, la température annuelle moyenne est de 10,2 °C, avec une amplitude thermique annuelle de 17,3 °C. Le cumul annuel moyen de précipitations est de 980 mm, avec 8 jours de précipitations en janvier et 4,9 jours en juillet. Pour la période 1991-2020, la température moyenne annuelle observée sur la station météorologique de Météo-France la plus proche, « Laragne Montéglin », sur la commune de Laragne-Montéglin à 14 km à vol d'oiseau, est de 12,0 °C et le cumul annuel moyen de précipitations est de 813,8 mm. 
La température maximale relevée sur cette station est de 41,1 °C, atteinte le 28 juin 2019 ; la température minimale est de −17,4 °C, atteinte le 18 décembre 2010,,.
Les paramètres climatiques de la commune ont été estimés pour le milieu du siècle (2041-2070) selon différents scénarios d'émission de gaz à effet de serre à partir des nouvelles projections climatiques de référence DRIAS-2020. Ils sont consultables sur un site dédié publié par Météo-France en novembre 2022.

## Urbanisme

### Typologie
Au 1er janvier 2024, Chanousse est catégorisée commune rurale à habitat très dispersé, selon la nouvelle grille communale de densité à 7 niveaux définie par l'Insee en 2022.
Elle est située hors unité urbaine. Par ailleurs la commune fait partie de l'aire d'attraction de Laragne-Montéglin, dont elle est une commune de la couronne,. Cette aire, qui regroupe 10 communes, est catégorisée dans les aires de moins de 50 000 habitants,.

### Occupation des sols
L'occupation des sols de la commune, telle qu'elle ressort de la base de données européenne d’occupation biophysique des sols Corine Land Cover (CLC), est marquée par l'importance des forêts et milieux semi-naturels (94,6 % en 2018), une proportion sensiblement équivalente à celle de 1990 (94,9 %). La répartition détaillée en 2018 est la suivante : 
forêts (70,2 %), milieux à végétation arbustive et/ou herbacée (24,4 %), zones agricoles hétérogènes (5,4 %).
L'évolution de l’occupation des sols de la commune et de ses infrastructures peut être observée sur les différentes représentations cartographiques du territoire : la carte de Cassini (XVIIIe siècle), la carte d'état-major (1820-1866) et les cartes ou photos aériennes de l'IGN pour la période actuelle (1950 à aujourd'hui).

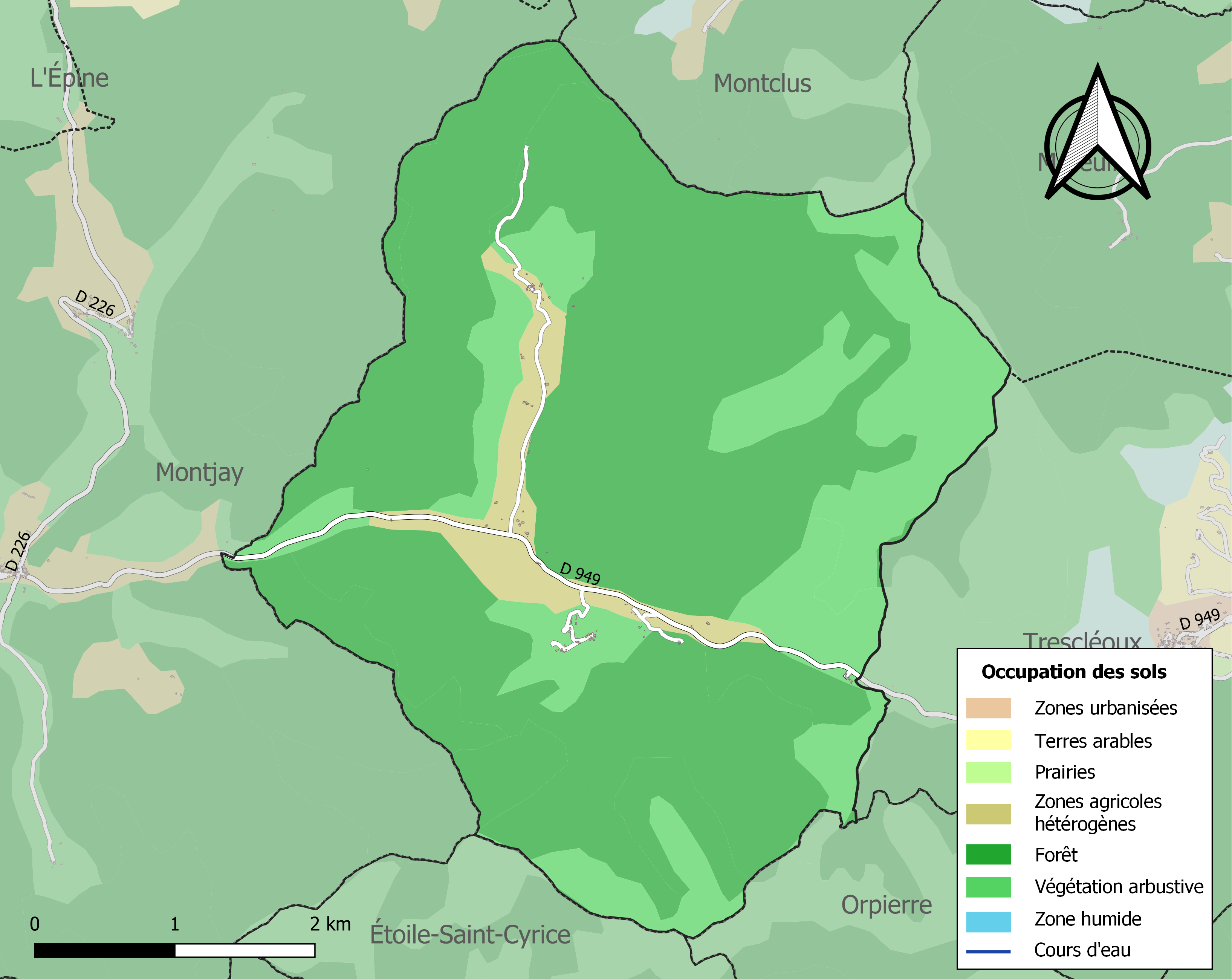
Carte de l'occupation des sols de la commune en 2018 (CLC).

## Toponymie
Le nom de la localité est attesté sous sa forme occitane Chanossa dès 1365, Chanousse en 1506, de nouveau Chanossa en 1573.
D'après Albert Dauzat et Charles Rostaing, ce toponyme  provient de la base pré-indo-européenne *can-, hauteur (voir Canet), et du suffixe pré-celtique -ossa.
Chanóssa en occitan haut-alpin.

## Politique et administration

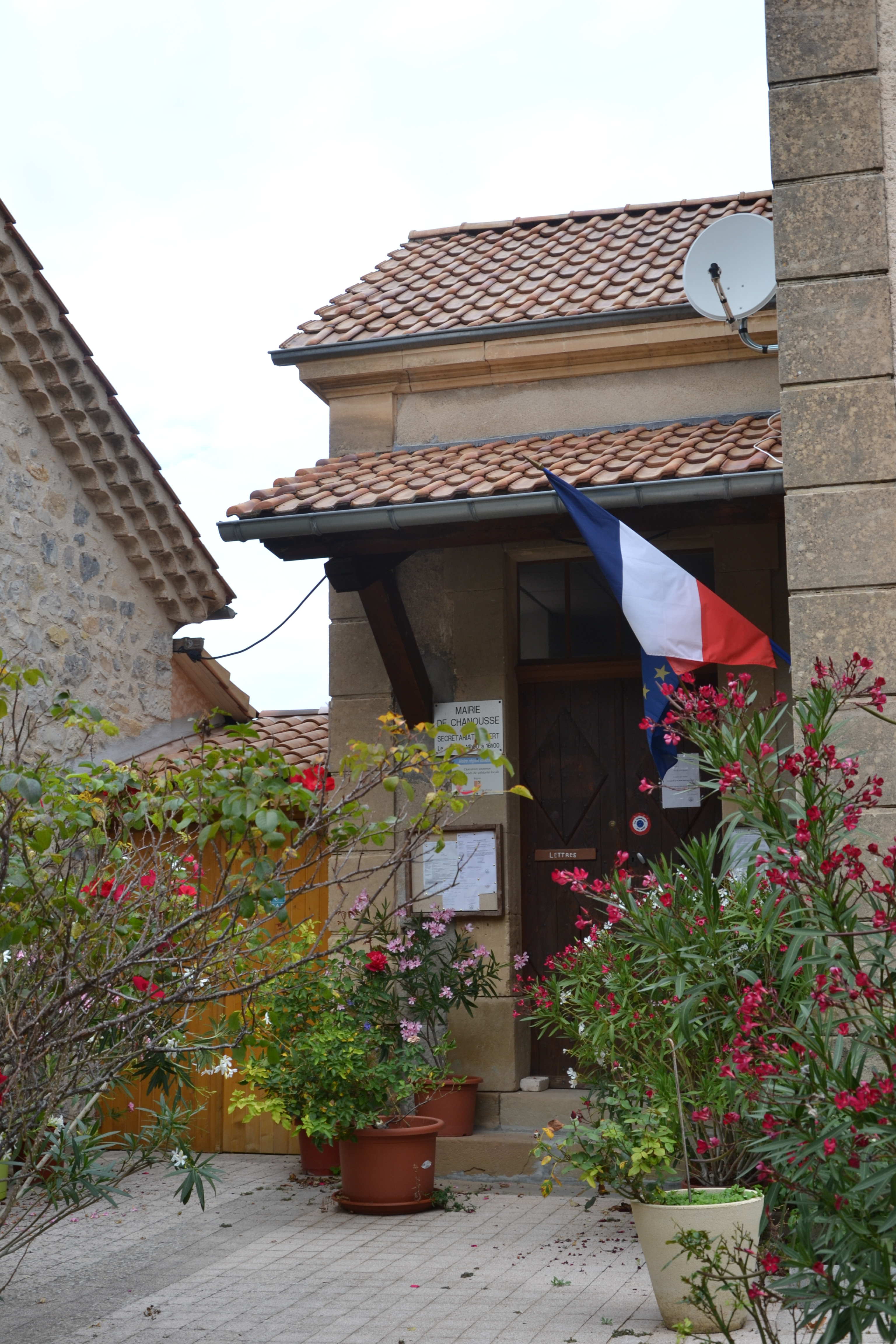
Mairie à Chanousse.

### Liste des maires
| Période                                  | Période   | Identité       | Étiquette     | Qualité                             |
| ---------------------------------------- | --------- | -------------- | ------------- | ----------------------------------- |
| Les données manquantes sont à compléter. |           |                |               |                                     |
| 1989 ?                                   | mars 2008 | Albert Couton  | Apparenté PCF |                                     |
| mars 2008                                | mai 2020  | Luc Blanchard  |               | Retraité salarié du secteur privé   |
| mai 2020                                 | En cours  | Alain Mathieu, |               | Agriculteur sur petite exploitation |

### Intercommunalité
Chanousse fait partie :
- de 1994 à 2017, de la communauté de communes interdépartementale des Baronnies ;
- à partir du 1er janvier 2017, de la communauté de communes Sisteronais-Buëch.

## Population et société

### Démographie
L'évolution du nombre d'habitants est connue à travers les recensements de la population effectués dans la commune depuis 1793. Pour les communes de moins de 10 000 habitants, une enquête de recensement portant sur toute la population est réalisée tous les cinq ans, les populations de référence des années intermédiaires étant quant à elles estimées par interpolation ou extrapolation. Pour la commune, le premier recensement exhaustif entrant dans le cadre du nouveau dispositif a été réalisé en 2005.

En 2022, la commune comptait 39 habitants, en évolution de −2,5 % par rapport à 2016 (Hautes-Alpes : +0,4 %, France hors Mayotte : +2,11 %).
| 1793 | 1800 | 1806 | 1821 | 1831 | 1836 | 1841 | 1846 | 1851 |
| ---- | ---- | ---- | ---- | ---- | ---- | ---- | ---- | ---- |
| 341  | 272  | 294  | 223  | 293  | 286  | 242  | 277  | 286  |

| 1856 | 1861 | 1866 | 1872 | 1876 | 1881 | 1886 | 1891 | 1896 |
| ---- | ---- | ---- | ---- | ---- | ---- | ---- | ---- | ---- |
| 270  | 280  | 250  | 206  | 216  | 189  | 188  | 187  | 195  |

| 1901 | 1906 | 1911 | 1921 | 1926 | 1931 | 1936 | 1946 | 1954 |
| ---- | ---- | ---- | ---- | ---- | ---- | ---- | ---- | ---- |
| 165  | 176  | 172  | 127  | 116  | 100  | 83   | 78   | 61   |

| 1962 | 1968 | 1975 | 1982 | 1990 | 1999 | 2005 | 2006 | 2010 |
| ---- | ---- | ---- | ---- | ---- | ---- | ---- | ---- | ---- |
| 44   | 30   | 22   | 29   | 30   | 34   | 42   | 44   | 58   |

| 2015 | 2020 | 2022 | - | - | - | - | - | - |
| ---- | ---- | ---- | - | - | - | - | - | - |
| 41   | 41   | 39   | - | - | - | - | - | - |

### Santé
Le Centre Hospitalier le plus proche est celui de Sisteron, à 35 km.

### Cultes

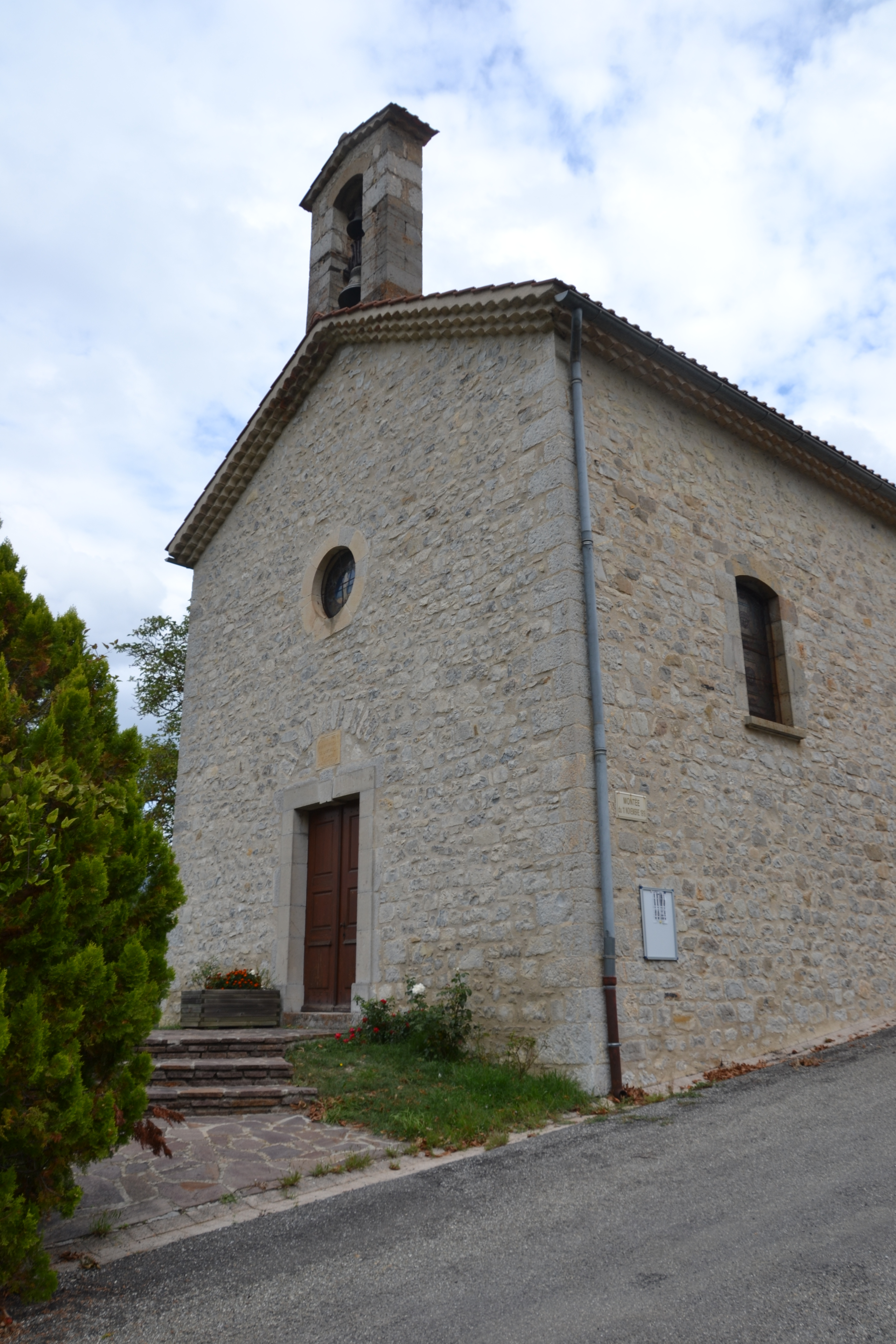
Église à Chanousse.

## Culture locale et patrimoine

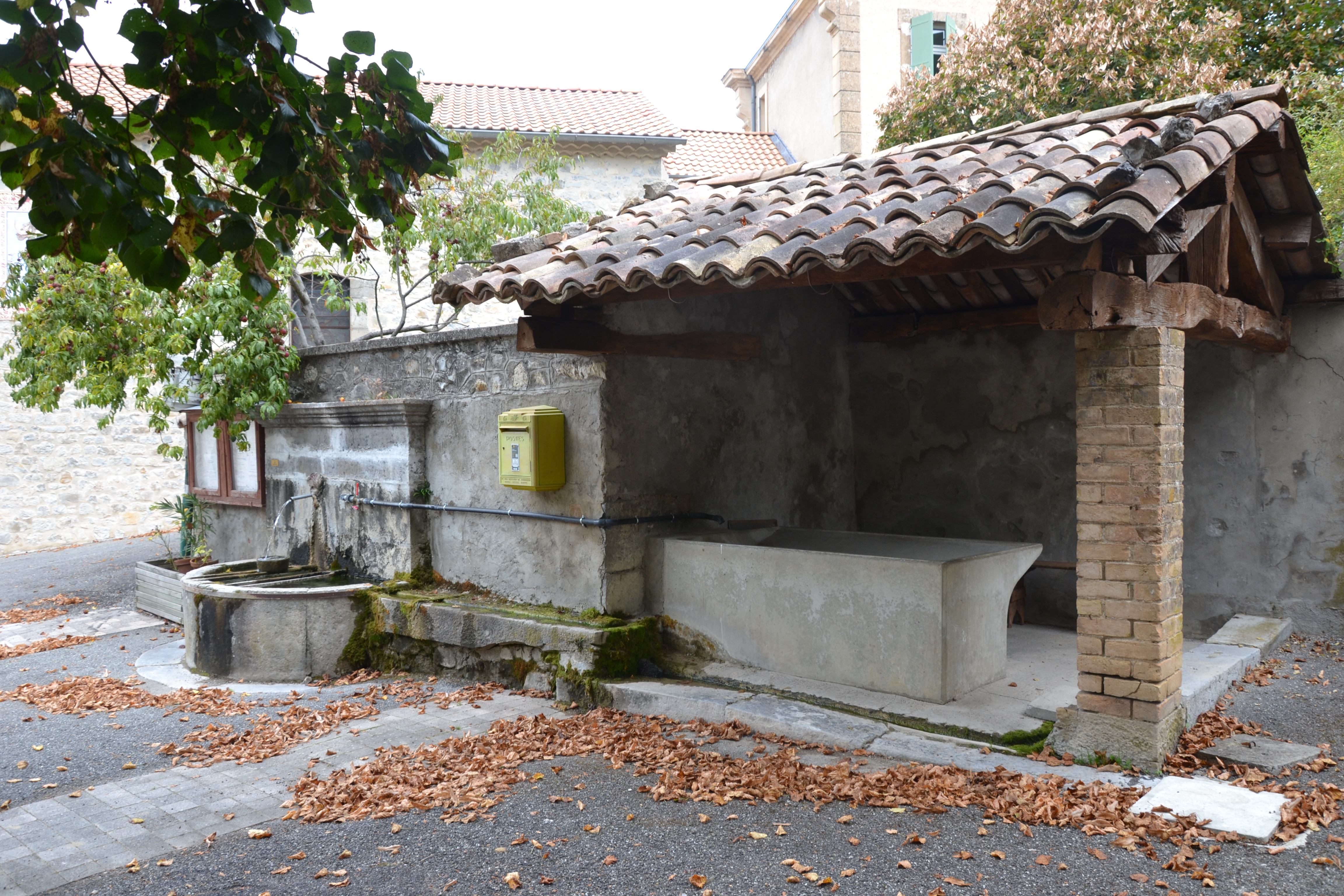
Fontaine et lavoir à Chanousse.

### Lieux et monuments
- Église Saint-Sébastien de Chanousse de 1850.
- Chapelle Sainte-Anne des Courtilles de 1650.